# Коханський Іван Тимофійович
Іва́н Тимофі́йович Коха́нський (1901—1937) — український учитель, письменник, журналіст.

## Життєпис
Народився 1901 року в селі Вишнопіль (Уманський повіт, Київська губернія). Протягом 1919—1922 років навчався у Тальнівській учительській семінарії. 
Учителював у Вишнополі, Зеленькові, Тальному. Заочно в 1925—1928 роках навчався у Київському інституті народної освіти.
В 1932—1935 роках — відповідальний секретар київської газети «Шлях кооперації». Друкувався у журналах «Глобус», «Нова громада», «Зоря», газеті «Робітничо-селянська правда».
Є автором
- нарисів «День молодого лісу» (1922), «Новий Семен» (1925),
- віршів «Весняне», «Я переміг свою печаль», «Ех ти, серце».

Репресований 29 липня 1935 року. Помер 1937-го (за іншими даними — 1941 року поблизу Магадану).
Посмертно реабілітований 1959 року.